# Telusa Veainu

a Compétitions nationales et continentales officielles uniquement.

b Matchs officiels uniquement.
Dernière mise à jour le 25 mars 2025.
Telusa Veainu, né le 26 décembre 1990 à Kawakawa (Nouvelle-Zélande), est un joueur international tongien de rugby à XV jouant aux postes d'ailier ou d'arrière aux Doncaster Knights.

## Biographie

### Carrière en club
Telusa Veainu fait ses débuts professionnels en 2010 avec la province de Canterbury en NPC (championnat des provinces néo-zélandaises). Lors de sa première saison, il dispute quatorze matchs et inscrit neuf essais.
Ses bonnes performances lui permettent de signer un contrat avec les Highlanders pour jouer en Super Rugby en 2011. Il n'est cependant que très peu aligné avec quatre matchs lors de la première saison et aucun lors de la seconde.
À la recherche de temps de jeu, il rejoint les Crusaders pour la saison 2013. Encore une fois, il n'arrive pas à s'imposer, et ne dispute que quatre matchs en tant que remplaçant.
Il quitte la même année Canterbury pour Hawke's Bay, avec qui il inscrit sept essais en onze matchs.
En 2014, il quitte la Nouvelle-Zélande pour l'Australie en signant pour deux saisons avec la franchise des Melbourne Rebels en Super Rugby. Une fois de plus, il ne dispute qu'une poignée de match de Super Rugby (sept en deux saisons pour trois essais), mais il brille en revanche avec les Melbourne Rising en NRC avec qui il inscrit huit essais en six matchs.
Il rejoint en 2015 la Premiership et le club des Leicester Tigers. Dès son arrivée, il produit de grosses performances en marquant par exemple un essai pour son premier match de championnat. Son contrat est alors rapidement prolongé pour une année supplémentaire, et il est nommé « joueur de l'année » de son équipe à la fin de la saison,. Il est aussi nommé dans l'équipe type du championnat. En novembre 2017, alors qu'il est devenu un cadre du club des Midlands, il prolonge à nouveau son contrat pour une durée indéterminée.
En 2020, après six saisons en Angleterre, il signe un contrat de trois saisons avec le Stade français en Top 14, dont il s'impose rapidement comme un joueur cadre,.
En mai 2023, il est annoncé qu'il retourne en Angleterre, cette fois-ci pour le club des Sale Sharks, à partir de la saison 2023-2024. Après seulement une saison, il est transféré aux Doncaster Knights, évoluant en Championship.

### Carrière en équipe nationale
Telusa Veainu a été sélectionné avec les Baby Blacks en 2010.
En 2015, il fait le choix de représenter le pays de ses parents, les Tonga.
Il obtient sa première cape internationale avec l'équipe des Tonga le 18 juin 2015 à l’occasion d’un match contre l'équipe des Fidji à Suva.
Il fait partie du groupe tongien sélectionné pour participer à la Coupe du monde 2015 en Angleterre. Il dispute quatre matchs lors de la compétition, contre la Géorgie, la Namibie, l'Argentine et la Nouvelle-Zélande.
En 2019, après quatre ans d'absence en sélection, il est retenu dans le groupe tongien pour disputer la Coupe du monde au Japon. Il dispute trois rencontres, contre l'Argentine, la France et les États-Unis, et marque trois essais.

## Statistiques en équipe nationale
- 13 sélections depuis 2015.
- 40 points (8 essais).
- Participations à la Coupe du monde en 2015 (4 matchs, 2 essais) et 2019 (3 matchs, 3 essais).

## Palmarès

### En club
- Vainqueur de la NPC avec Canterbury en 2010, 2011 et 2012.

### Distinctions personnelles
- Membre de l'équipe type du Championnat d'Angleterre en 2016 et 2017